# Meslières
Meslières ist eine französische Gemeinde mit 330 Einwohnern (Stand: 1. Januar 2022) im Département Doubs in der Region Bourgogne-Franche-Comté.

## Geographie
Meslières liegt auf 385 m, etwa 13 Kilometer südöstlich der Stadt Montbéliard (Luftlinie). Das Dorf erstreckt sich in den nördlichen Ausläufern des Juras, im Tal des Gland, das in die Hochflächen des Tafeljuras eingeschnitten ist, nahe der Grenze zur Schweiz.
Die Fläche des 2,99 km² großen Gemeindegebiets umfasst einen Abschnitt des nördlichen französischen Juras. Der zentrale Teil des Gebietes wird vom Taleinschnitt des Gland eingenommen, dessen Sohle eine Breite von ungefähr 300 Meter aufweist. Der Gland entwässert das Gebiet nach Norden zum Doubs. Flankiert wird das Tal auf beiden Seiten von rund 100 m hohen, bewaldeten Steilhängen, die teilweise von Felsbändern durchzogen werden. Die Hänge werden durch verschiedene Taleinschnitte untergliedert, die jedoch kein oberirdisches Fließgewässer zeigen. Die umliegenden Tafeljurahochflächen werden von Sequan- und Kimmeridgekalken gebildet. Nach Westen reicht der Gemeindeboden auf die Höhen von Planchamps und Drammont (bis 505 m). Im Osten umfasst das Areal den südlichen Teil der Hochfläche von Abbévillers, die durchschnittlich auf 560 m liegt und überwiegend von Acker- und Wiesland bestanden ist. Mit 577 m wird am Hang von Sur le Seux die höchste Erhebung von Meslières erreicht.
Zu Meslières gehören neben dem eigentlichen Ort auch mehrere Weiler und Einzelhöfe, nämlich: 
- Les Fourneaux (544 m) am Rand des Hochplateaus östlich des Taleinschnitts des Gland
- Rombois (558 m) auf dem Hochplateau von Abbévillers

Nachbargemeinden von Meslières sind Hérimoncourt im Norden, Abbévillers im Osten, Glay im Süden sowie Roches-lès-Blamont im Westen.

## Geschichte
Die erste urkundliche Erwähnung von Meslières erfolgte im Jahr 1180 unter dem Namen Mierlires. Im Lauf der Zeit wandelte sich die Schreibweise über Meglieres (1282), Mellieres (14. Jahrhundert), Meiglières (15. Jahrhundert), Melieres (16. Jahrhundert), Meilleres (1542) und Meliere (1765) zum heutigen Namen.
Seit dem Mittelalter gehörte Meslières zur Herrschaft Blamont, die unter der Oberhoheit der Grafen von Montbéliard stand. Im Jahr 1282 ging die Herrschaft Blamont von Montbéliard in den Besitz der Herren von Neuchâtel über. Nachdem das Dorf 1506 wieder unter die Oberhoheit der Grafen von Montbéliard gekommen war, wurde 1541 die Reformation eingeführt. Die gewerbliche Tätigkeit begann 1671 mit der Errichtung einer Papiermühle. 1683 kam ein Hochofen hinzu, der jedoch bereits 1698 wieder geschlossen wurde. Als Teil der Herrschaft Blamont, die eine der vier Herrschaften des Fürstentums Württemberg-Mömpelgard (Montbéliard) bildete und 1699 von Frankreich annektiert wurde, gelangte Meslières 1748 vertraglich endgültig an Frankreich. Heute gehört das Dorf zum Gemeindeverband Pays de Montbéliard Agglomération.

## Sehenswürdigkeiten
Die Dorfkapelle wurde im 19. Jahrhundert erbaut. Die lutherische Kirche (Église luthérienne) wurde 1860 bis 1862 durch den vom Architekten Woetzel geleiteten Umbau des oberen Saals in der 1857 erbauten Mairie eingerichtet.

## Bevölkerung
| Jahr                       | 1962 | 1968 | 1975 | 1982 | 1990 | 1999 | 2016 |
| Einwohner                  | 392  | 350  | 340  | 388  | 375  | 353  | 372  |
| Quellen: Cassini und INSEE |      |      |      |      |      |      |      |

Mit 330 Einwohnern (Stand 1. Januar 2022) gehört Meslières zu den kleinen Gemeinden des Départements Doubs. Bereits im Jahr 1901 erreichte Meslières mit 648 Einwohnern den Höchststand. Danach wurde ein rascher Bevölkerungsrückgang verzeichnet. Seit 1936 bewegt sich die Einwohnerzahl stets im Bereich zwischen 340 und 440 Personen.

## Wirtschaft und Infrastruktur
Schon Mitte des 19. Jahrhunderts entwickelte sich Meslières zu einer industriell geprägten Gemeinde, wobei die Werkzeugherstellung und die Produktion von Zahn- respektive Getrieberädern von Bedeutung waren. Heute sind je ein Unternehmen der Décolletage und der Feinmechanik in Meslières ansässig. Daneben gibt es weitere Betriebe des lokalen Kleingewerbes. Mittlerweile hat sich das Dorf auch zu einer Wohngemeinde gewandelt. Viele Erwerbstätige sind deshalb Wegpendler, die in der Agglomeration Montbéliard ihrer Arbeit nachgehen.
Die Ortschaft liegt abseits der größeren Durchgangsstraßen an einer Departementsstraße, die von Hérimoncourt nach Blamont führt. Der nächste Anschluss an die Autobahn A36 befindet sich in einer Entfernung von ungefähr 13 Kilometern. Weitere Straßenverbindungen bestehen mit Abbévillers und Roches-lès-Blamont.